# Віндемір (Техас)
Віндемір (англ. Windemere) — переписна місцевість (CDP) в США, в окрузі Тревіс штату Техас. Населення — 1037 осіб (2010).

## Географія
Віндемір розташований за координатами 30°27′31″ пн. ш. 97°39′45″ зх. д. / 30.45861° пн. ш. 97.66250° зх. д. (30.458650, -97.662509).  За даними Бюро перепису населення США в 2010 році переписна місцевість мала площу 1,38 км², з яких 1,38 км² — суходіл та 0,00 км² — водойми.

## Демографія
Згідно з переписом 2010 року, у переписній місцевості мешкало 1037 осіб у 539 домогосподарствах у складі 230 родин. Густота населення становила 754 особи/км².  Було 609 помешкань (443/км²).
Расовий склад населення:
| - 53,3 % — білих - 21,8 % — чорних або афроамериканців - 4,4 % — азіатів - 0,3 % — корінних американців - 14,1 % — осіб інших рас |

До двох чи більше рас належало 6,1 %. Частка іспаномовних становила 34,5 % від усіх жителів.
За віковим діапазоном населення розподілялося таким чином: 21,9 % — особи молодші 18 років, 75,8 % — особи у віці 18—64 років, 2,3 % — особи у віці 65 років та старші. Медіана віку мешканця становила 28,0 року. На 100 осіб жіночої статі у переписній місцевості припадало 95,7 чоловіків;  на 100 жінок у віці від 18 років та старших — 93,8 чоловіків також старших 18 років.